# Bilall Fallah
Bilall Fallah, född 4 januari 1986 i Vilvoorde i utkanten av Bryssel, är en belgisk-marockansk film- och TV-regissör. Ett av hans mest kända arbeten inkluderar actionkomedifilmen Bad Boys for Life, som han har regisserat tillsammans med den två år yngre kollegan Adil El Arbi. Duon är också regissörer på den tidigare nämnda filmens uppföljare, Bad Boys: Ride or Die, som hade biopremiär i juni 2024.

## Filmografi (i urval)

### Filmer
- 2020 – Bad Boys for Life
- 2022 – Rebel
- 2024 – Bad Boys: Ride or Die

### TV-serier
- 2017 – Snowfall (TV-serie)
- 2022 – Ms. Marvel (TV-serie)